# پائولو بارلی
پائولو بارلی (به انگلیسی: Paolo Barelli) (زادهٔ ۷ ژوئن ۱۹۵۴) شناگر اهل ایتالیا است.